# Museo Charles de Bruyères
El museo Charles de Bruyères es un museo de arte de Francia, uno de los dos museos de Remiremont (Vosges).

## Historia
El museo se distribuye sobre dos plantas de un hôtel particulier del siglo XVIII que el abogado Charles de Bruyères (1823-1905) legó a su ciudad natal, al mismo tiempo que su colección de pinturas y de recuerdos históricos relacionados con la abadía de Remiremont. Procedente él mismo de una familia de la antigua nobleza, había reunido numerosos retratos de canónigos, abadesas, de duques de Lorena y de aristócratas.

## Colecciones permanentes

### Historia de Remiremont

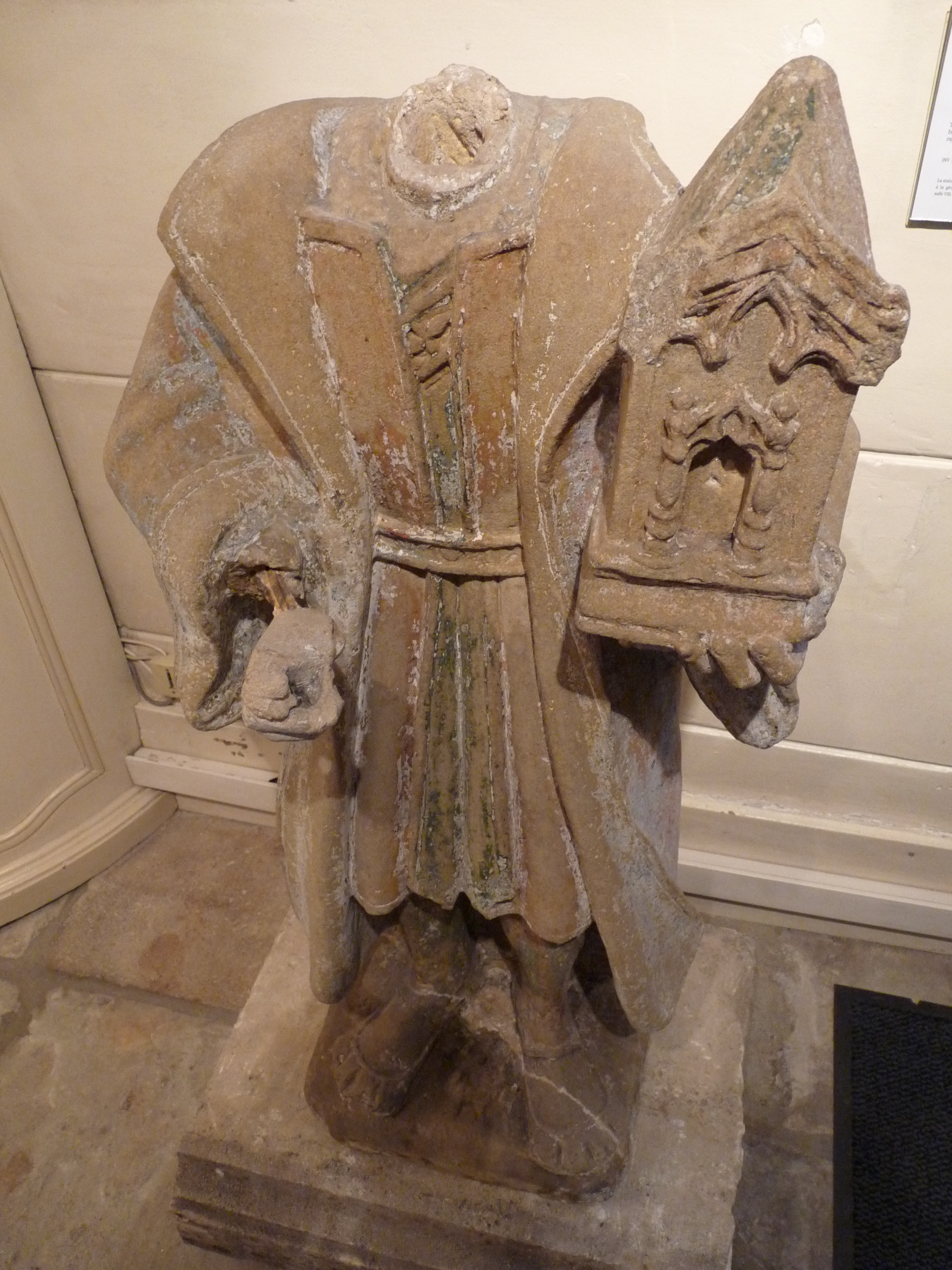
Estatua de Saint Romaric (SXVI)
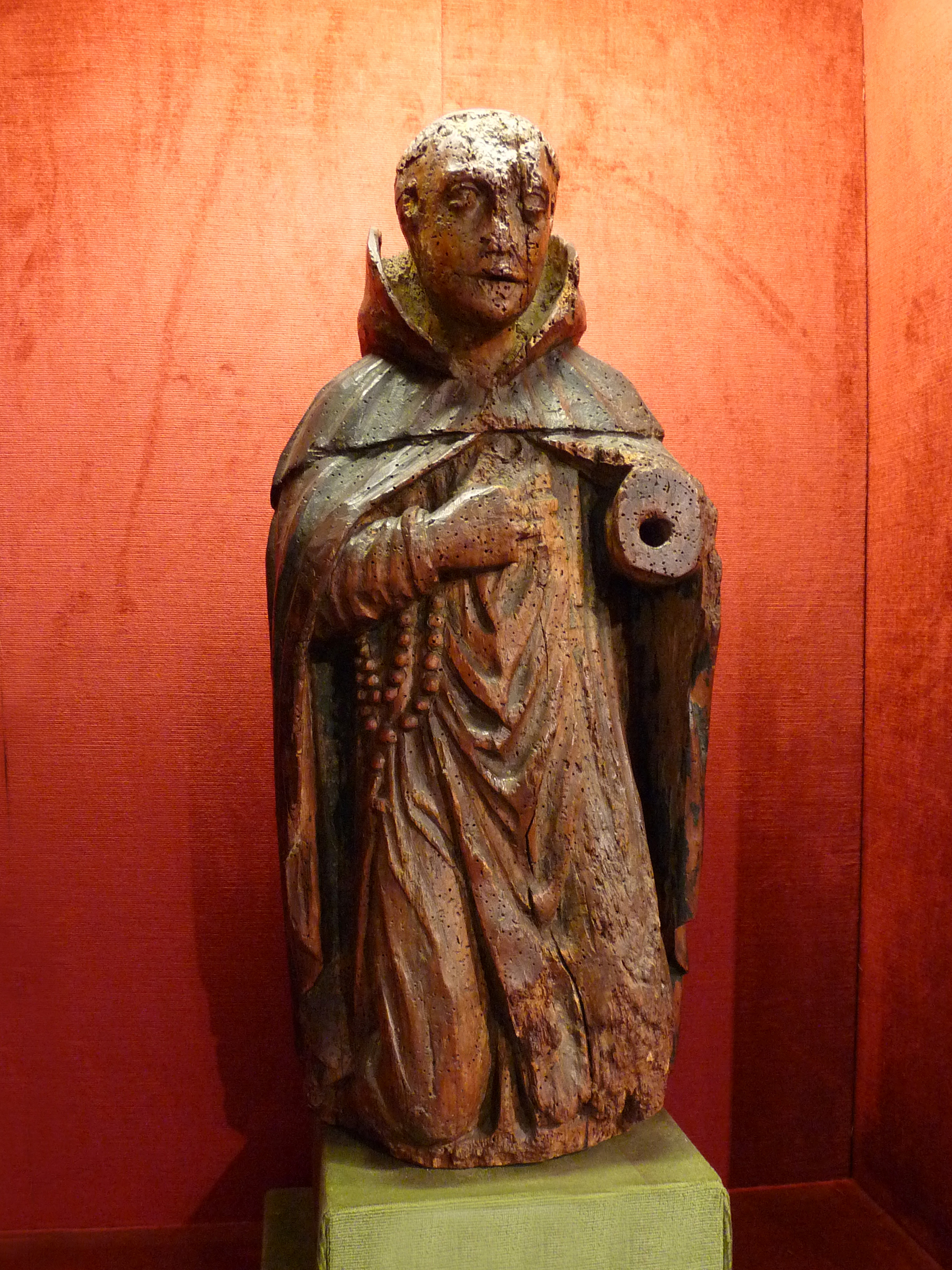
Estatua de Saint Amé (SXVII)
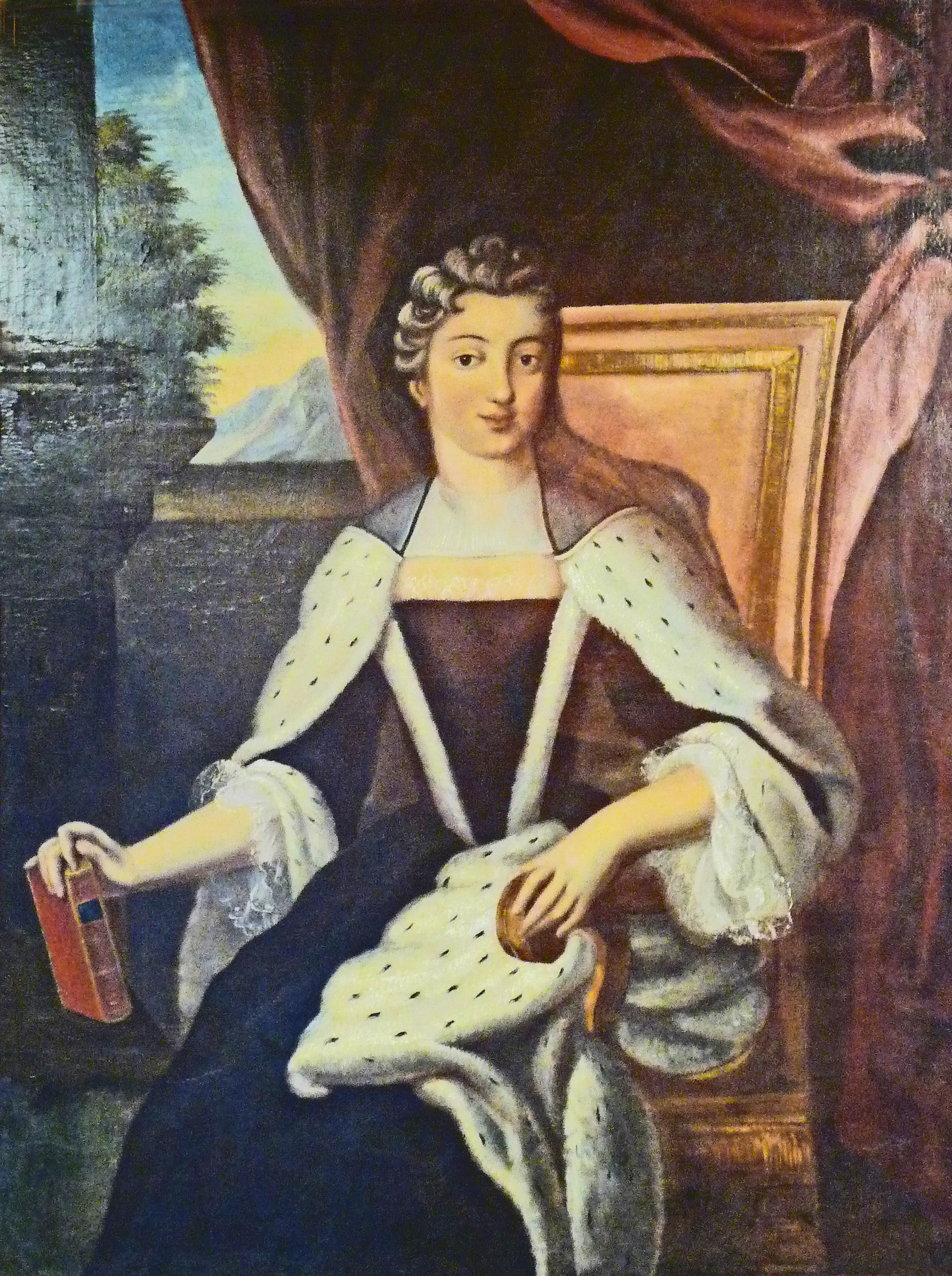
Retrato de Béatrix Hieronyme de Lorraine-Lillebonne, abadesa de Remiremont (SXVIII)
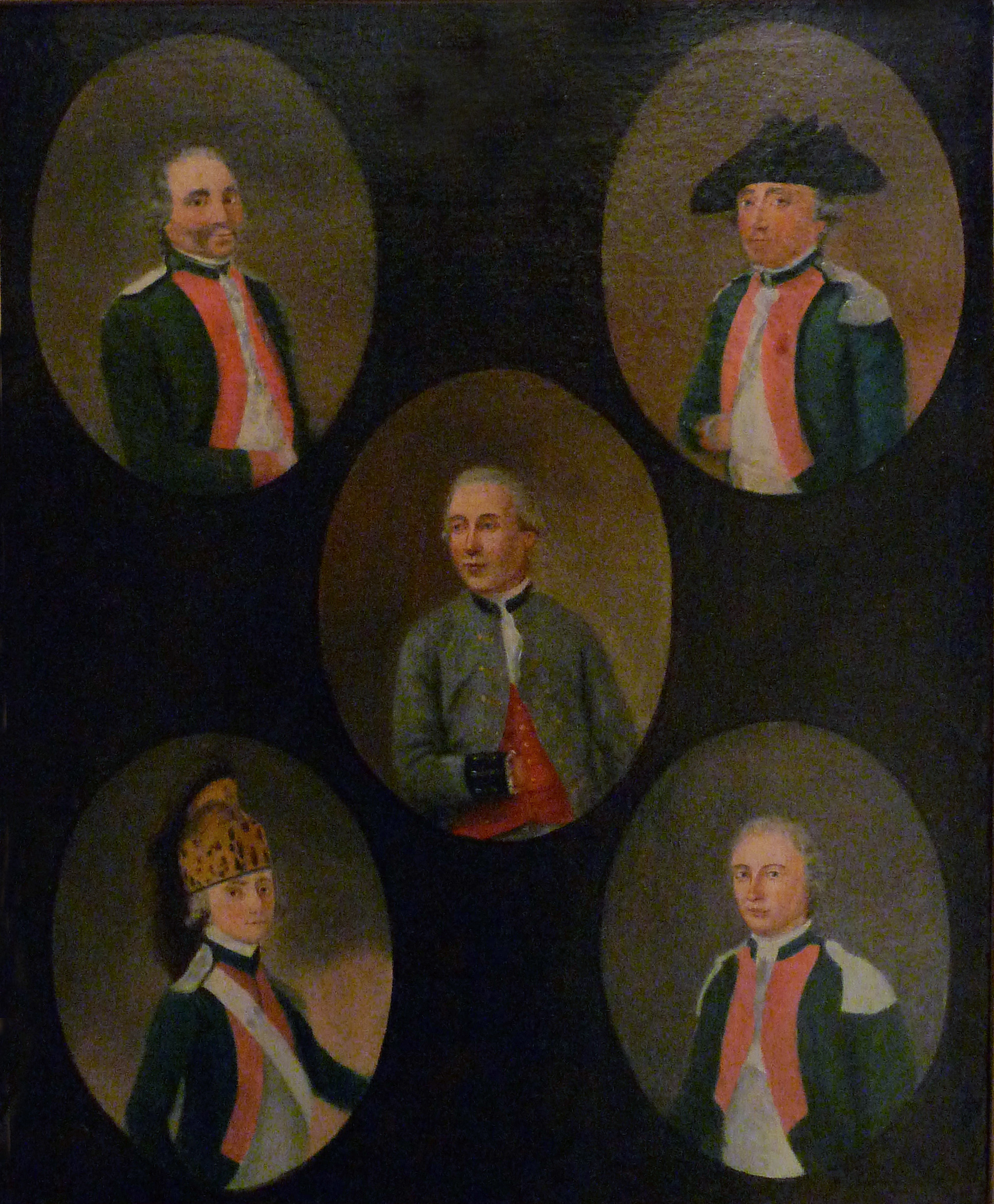
Dignatarios del capítulo noble de Remiremont (SXVIII)

### Pintura

#### Escuela del Norte
El museo posee una importante colección de pinturas holandesas del siglo XVII, es decir La Edad de oro de la pintura neerlandesa. Se puede contemplar una Adoration des bergers -adoración de los pastores de Willem de Poorter, un Cortège de la reine de Saba et idolâtrie du roi Salomon - El cortejo de la reina de Saba y la idolatría del rey Salomón de Rombout van Troyen, una Nature morte aux fruits et à la verrerie -Naturaleza muerta con frutos y vidrios de Barend Vermeer, un Paysage avec ruines de château- paisaje con ruinas de un castillo de Gillis Neyts, un Paysage boisé et animé, avec ruines - paisaje boscoso y animado, con ruinas de Gysbert Gillis d'Hondecoeter, un Portrait d'homme costumé à l'antique - Retrato de un hombre vestido a la antigua de Nicolaes Maes, un Saül et la pythonisse d'Endor évoquant l'ombre de Samuel - Saul y la pitonisa de Endor evocando al fantasma de Samuel de Benjamin Gerritsz Cuyp.

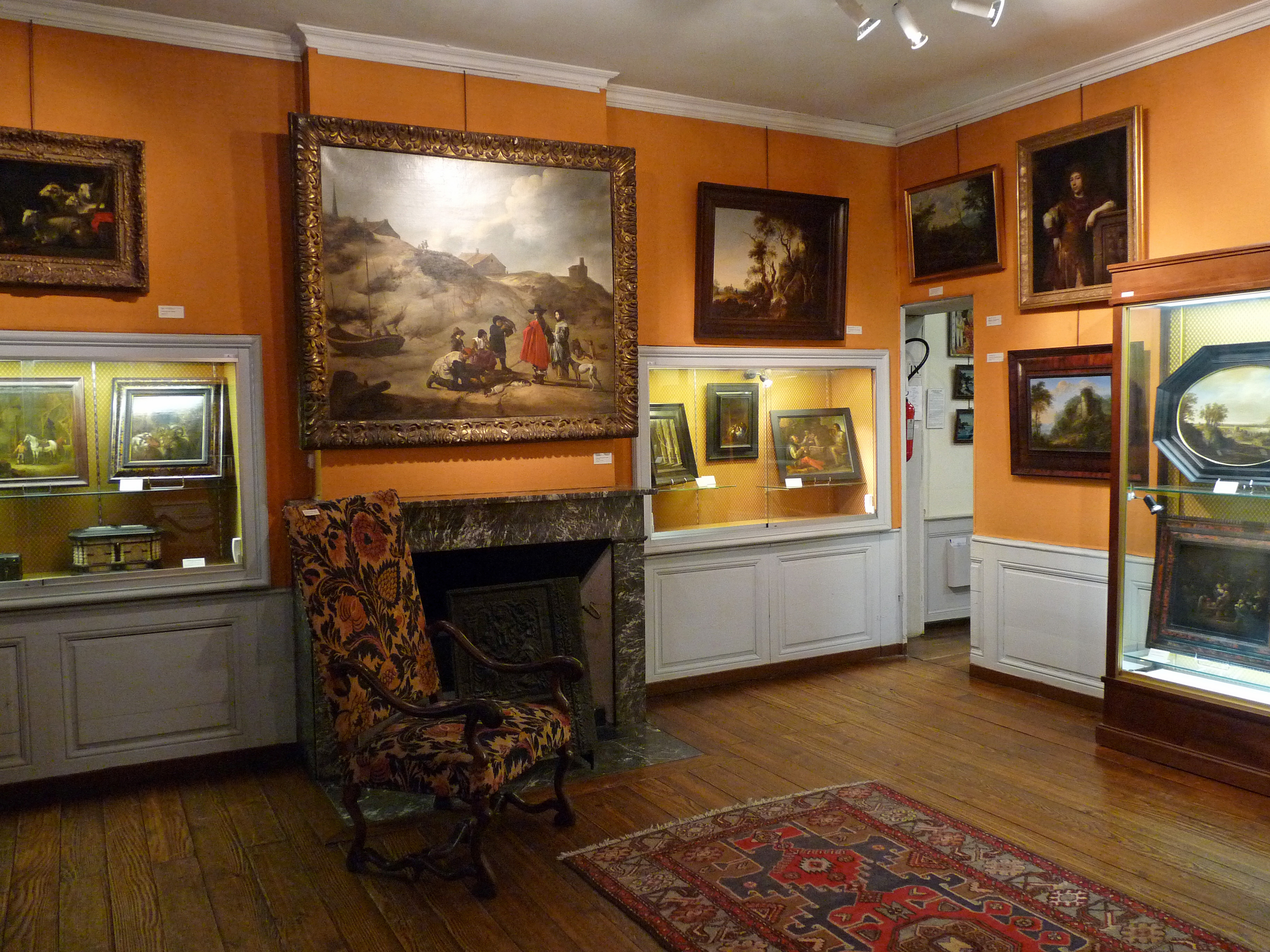
Sala dedicada a la École du Nord
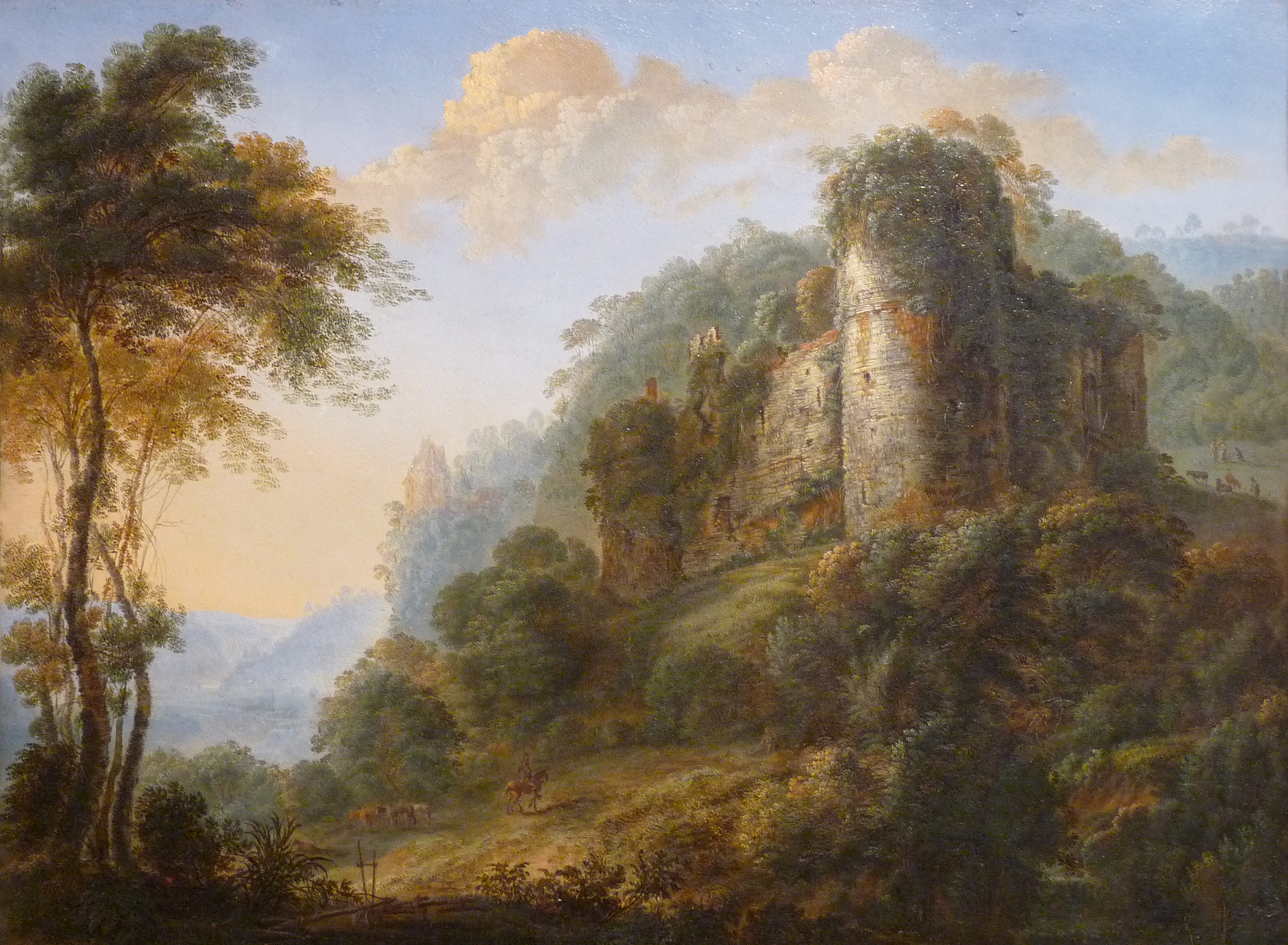
Gillis Neyts, Paysage avec ruines de château -paisaje con ruinas de un castillo  (escuela holandesa del SXVII)

#### Pintura francesa
Las pinturas francesas presentes en el museo datan del siglo XVIII y sobre todo del XIX. Entre ellas figuran obras variadas, ejecutadas por distintos artistas, entre ellos Félix Ziem (varias vistas de Venecia), Alexandre Antigna (La Mort du pauvre -la muerte del pobre), Jules Adler (Au faubourg Saint Denis le matin - en el barrio de Saint Denis por la mañana, L'Armistice 1918 - Al armisticio de 1918, Le Chemineau - al vagabundo, Un enfant de l'Assistance publique - un niño de la Asistencia pública, Intérieur d'atelier - Unterior del estudio, Sur les hautes chaumes- en los altos pastizales) o Gustave Courbet

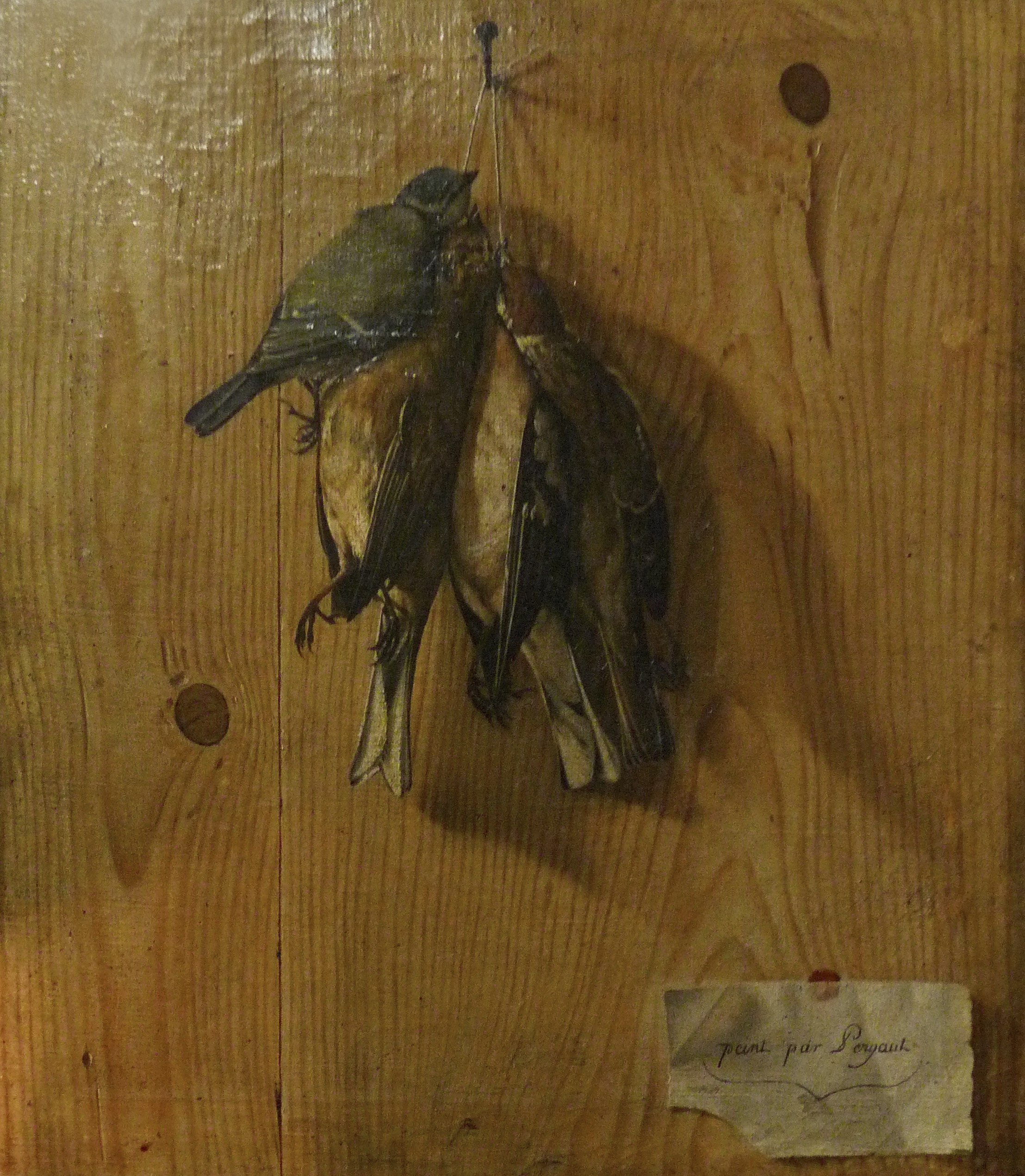
Dominique Pergaut, Trompe-l'œil aux oisillons Tropetoil de los pichines (SXVIII)
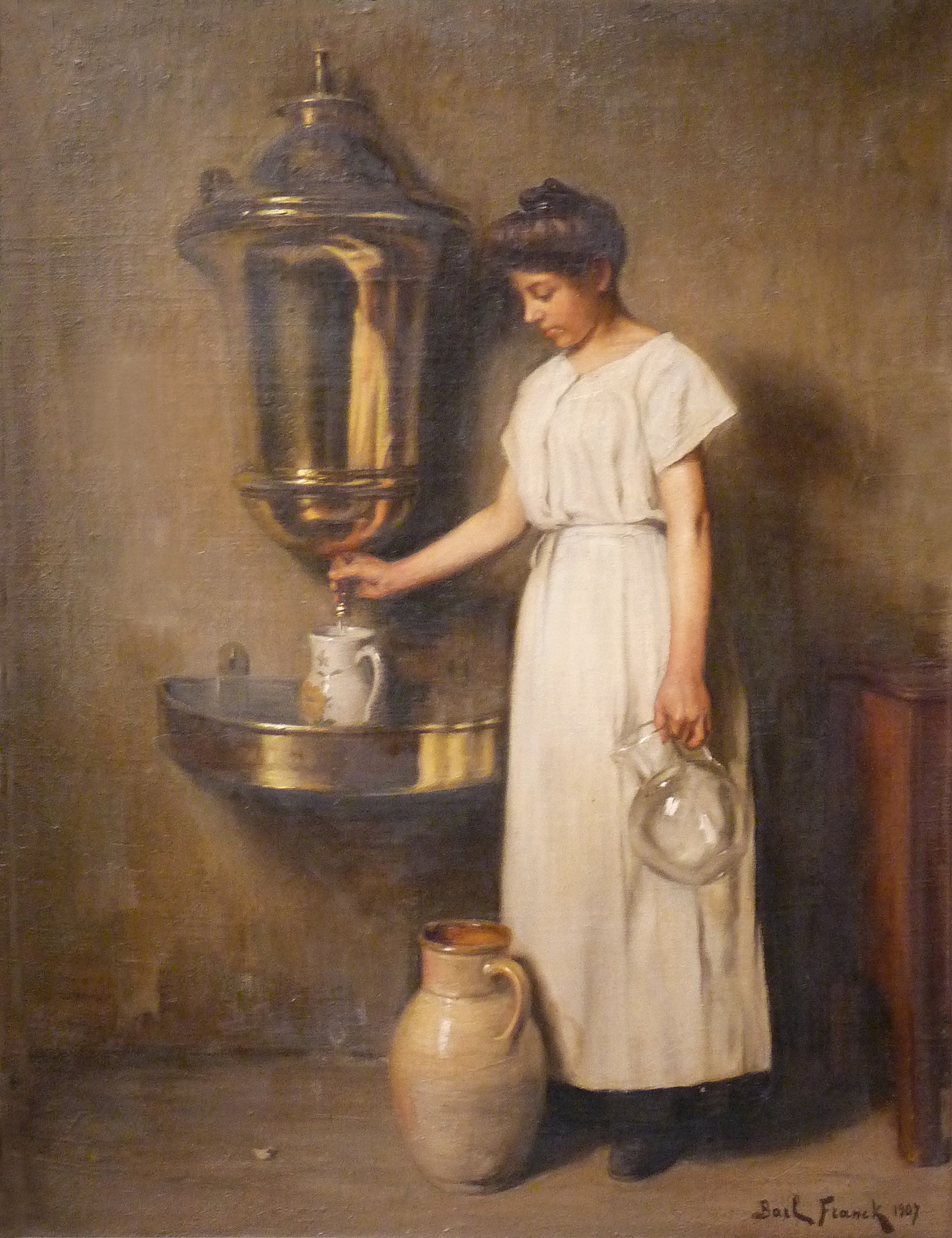
Franck Bail, Femme à la fontaine - mujer en la fuente (SXIX)
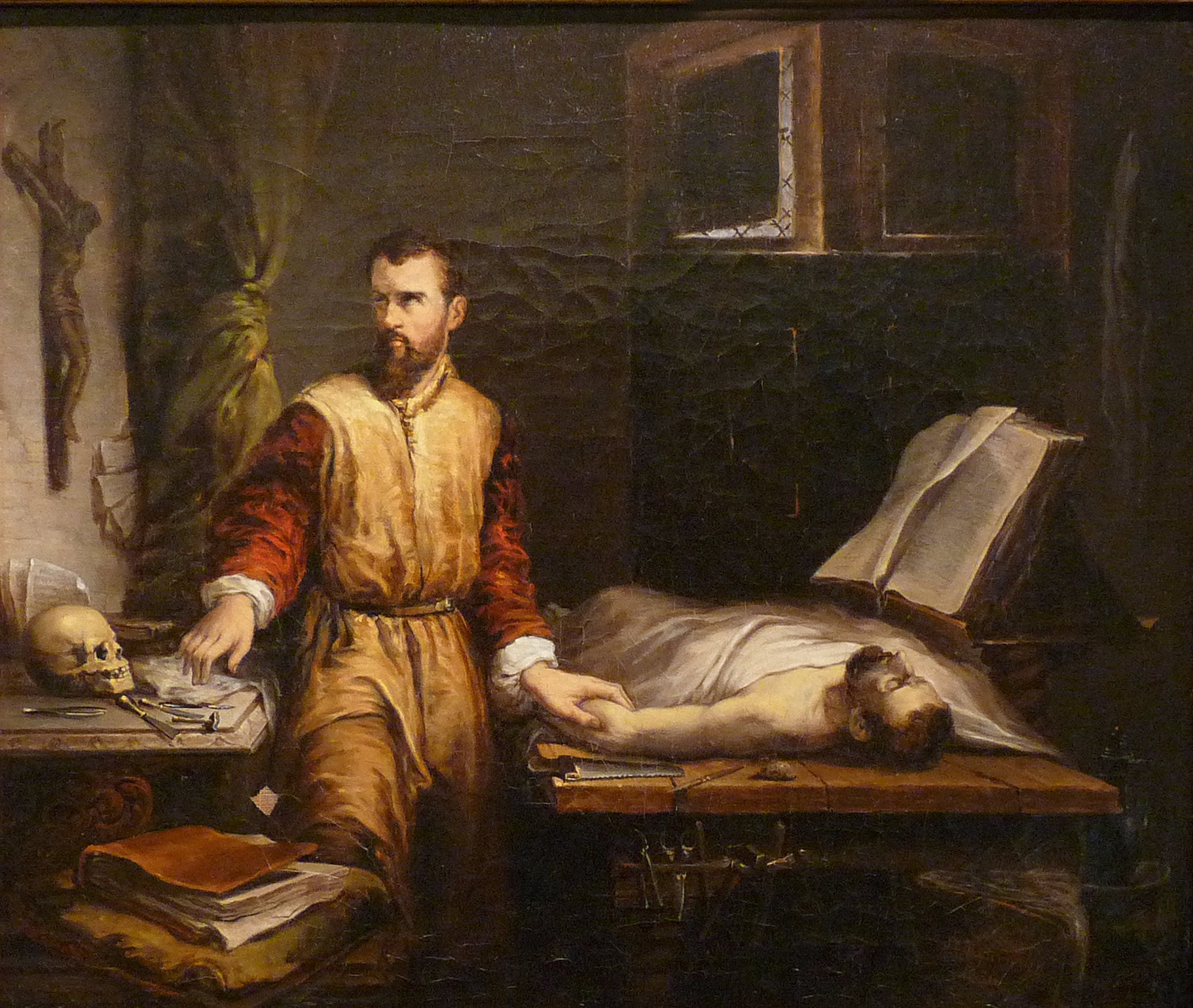
James Bertrand, Ambroise Paré et l'examen d'un malade - Ambroise Paré y el examen de un enfermo (SXIX)
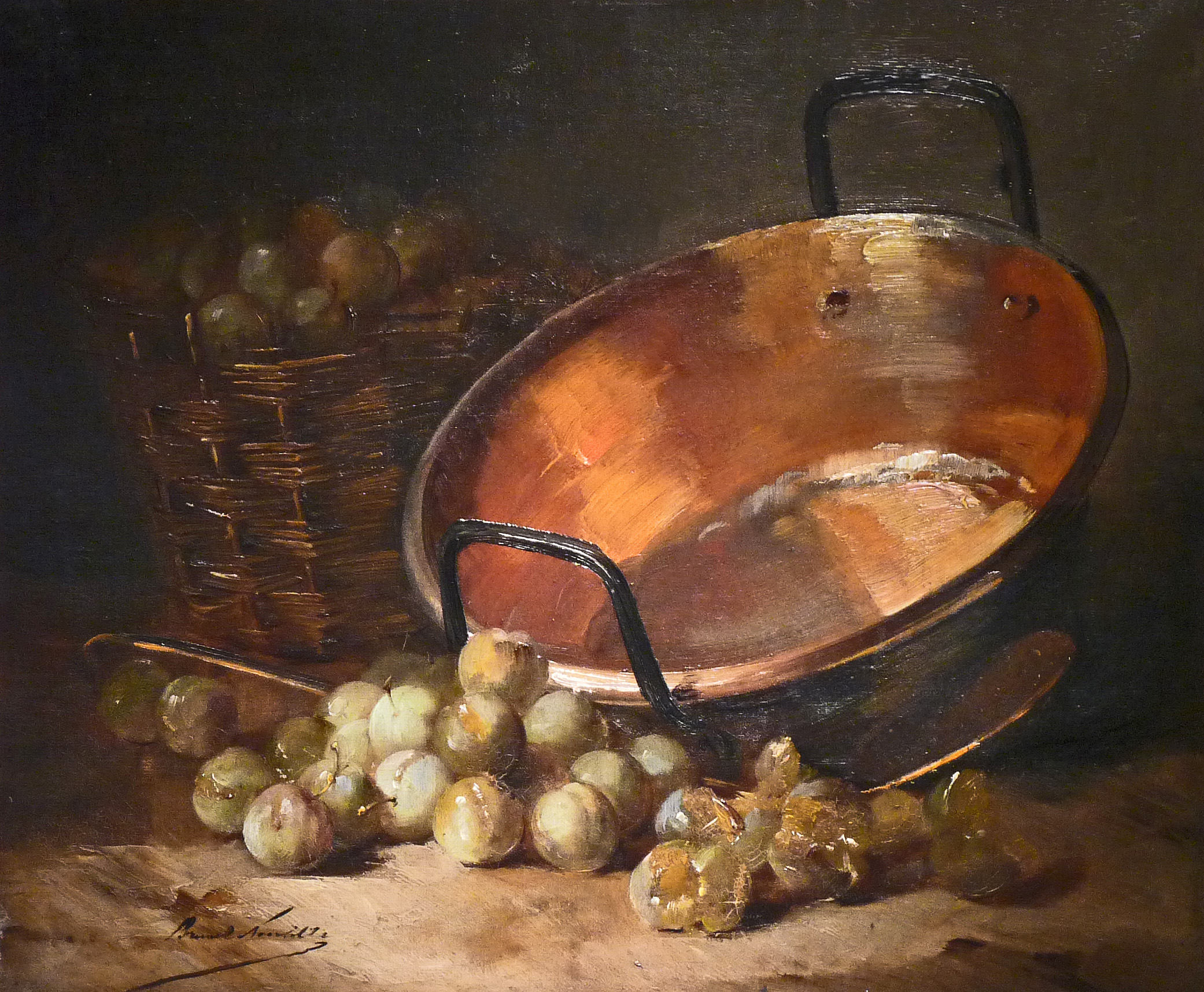
Alfred-Arthur Brunel de Neuville, Chaudron et prunes Caldero y ciruelas (SXIX)

#### Pintura de los Vosgos
Muchas salas del museo están dedicadas a los artistas vosguinos de los siglos XIX y XX.
Originario del Haute-Loire, Claude Nozerine (1804-1878) fue un Vosguino de adopción. el museo presenta algunas de sus telas: Le sabbat à Mabichon (montagne aux environs de Remiremont) - El sábado en Mabichon (montaña en los alrededores de Remiremont, Forêt du Girmont-El bosque de Girmont, La Diligence- La diligencia. 
La obra de François-Louis Français (1814-1897), hijo de Plombières, está particularmente bien representada por los numerosos paisajes, los estudios de plantas o árboles, Peupliers près de Senlis - álamos cerca de Senlis, Bord de rivière -orilla de la ribera, Ruisseau dans un sous-bois - arroyo en el sotobosque, Route bordée d'arbres - camino bordeado de árboles, Sentier bordé de fougères- pista bordeada de helechos, Sous-bois-sotobosque Scène antique- escena antigua, así como los cuadros de personajes, entre ellos Le Peintre de paysages - el pintor de paisajes, además de Jeune femme italienne-joven mujer italiana y Jeune femme italienne vue de dos - joven mujer italiana vista desde atrás.
El remiremontés Pierre Waidmann (1860-1937) está igualmente muy presente con Bords de l'Yonne - bancales del Yonne, Une cathédrale - una catedral, Une chapelle - una capilla, Colette Waidmann, fille de l'artiste, au bord de l'eau - Colette Waidmann, hija del artista, en la orilla del agua, Rue sous la neige - calle bajo la nieve, La Cueillette du houblon à Rambervillers- la recolección de lúpulo en Rambervillers, Sur les pentes de Parmont - en las laderas de Parmont, Palais rose, Venise-Palacio rosa de Venecia, Vue du port de Chioggia - Vista del puerto de Chioggia, Sainte Geneviève protégeant Paris - Santa Genoveva defendiendo París, Crue de la Seine, janvier 1910 - Inundaciones del río Sena, enero de 1910. 

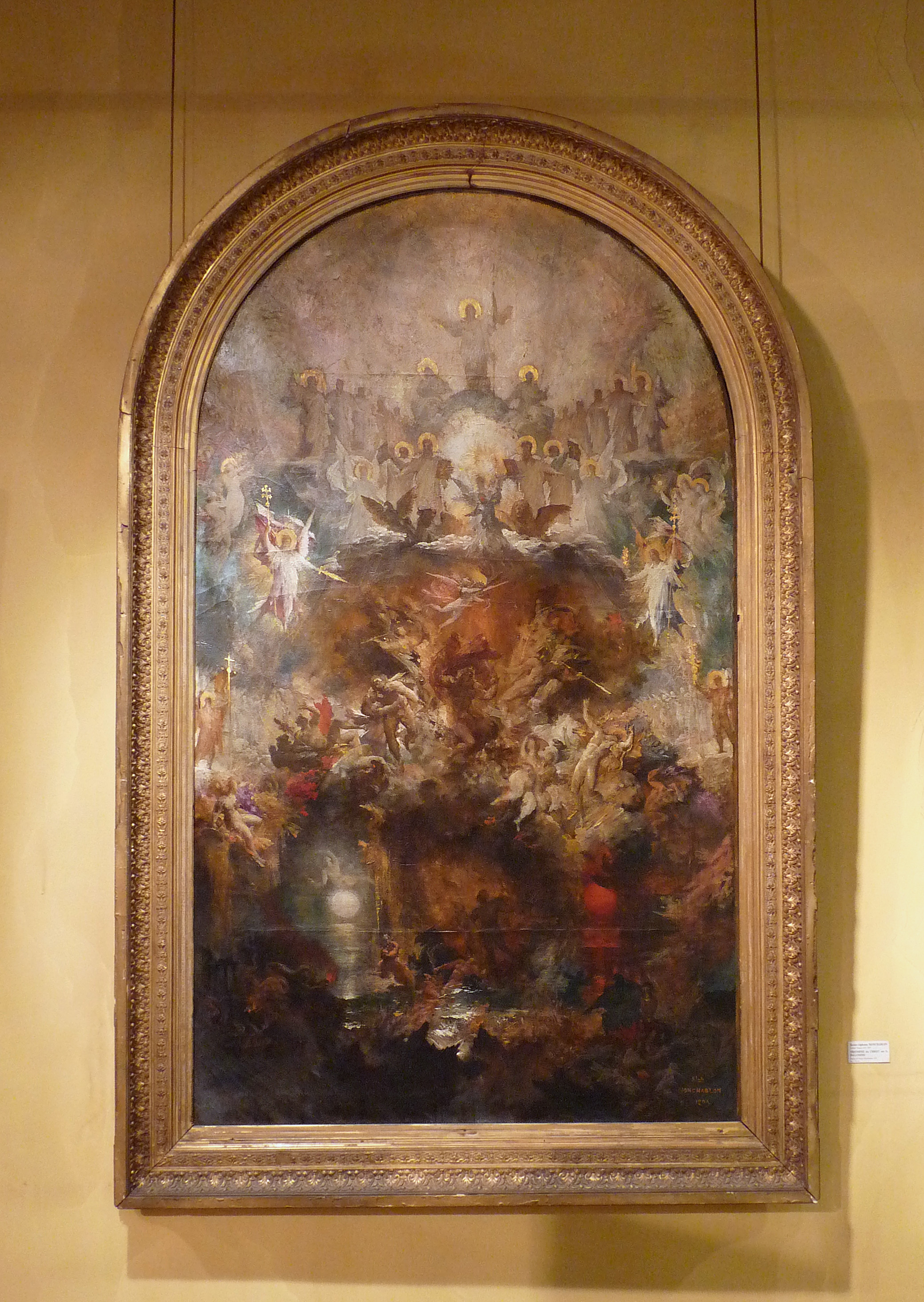
Alphonse Monchablon, Triomphe du Christ sur le paganisme - Triunfo de Cristo sobre el paganismo
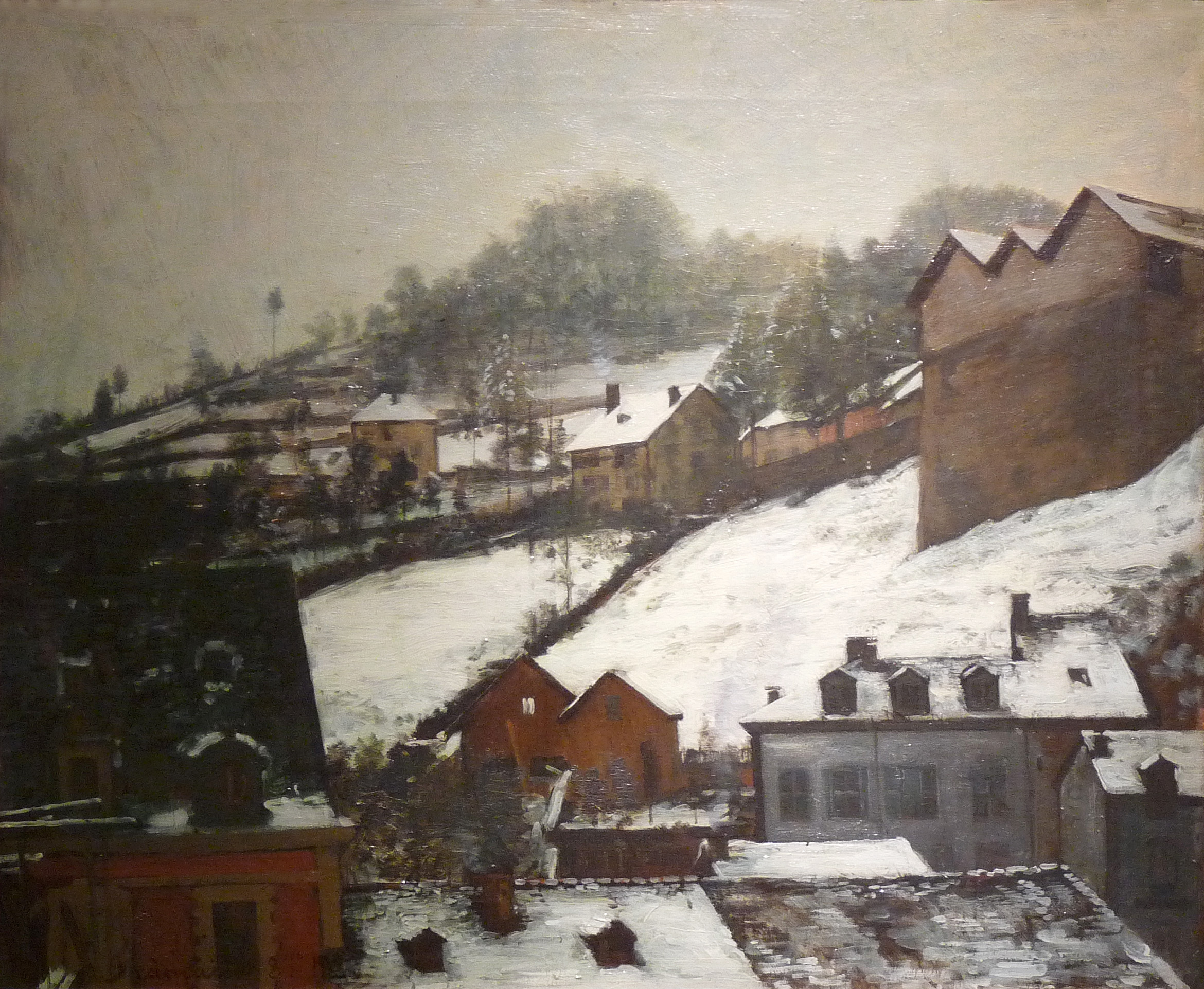
Louis Français, Plombières en hiver 1890 - tejados en invierno 1890
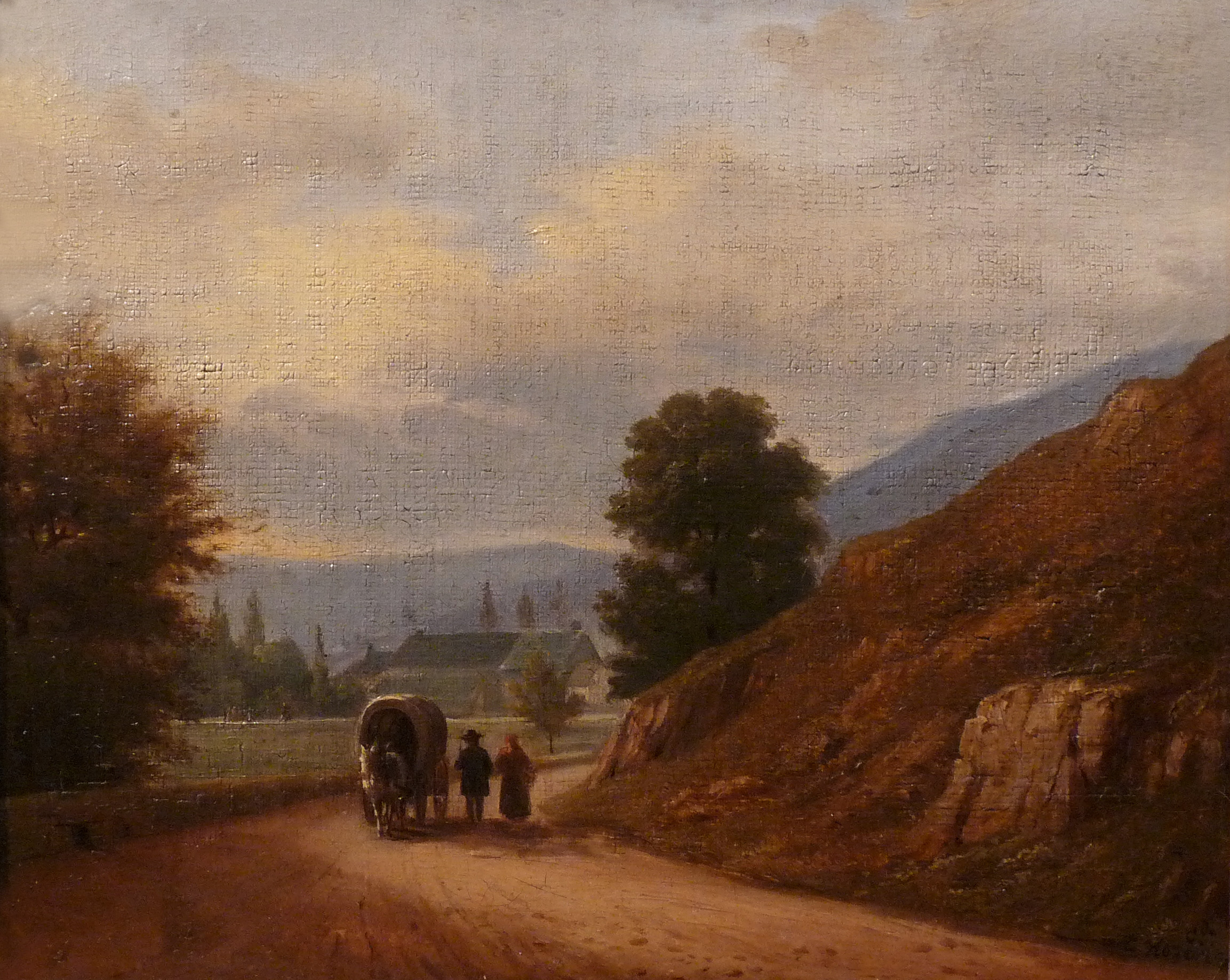
Claude Nozerine, La Diligence - La Diligencia
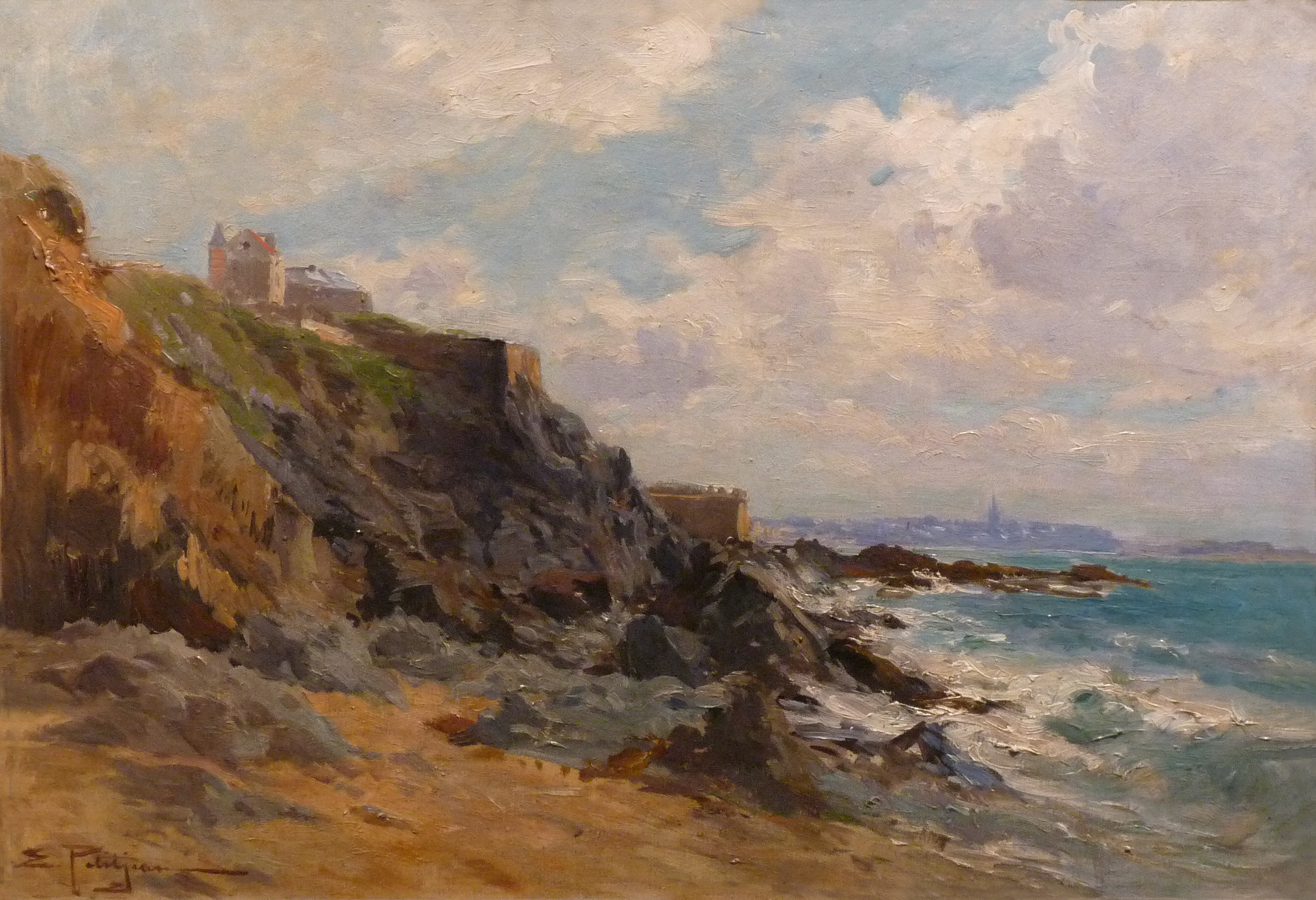
Edmond Petitjean, Les Roches de Rochebonne près de Saint-Malo - los acantilados de Rochebonne cerca de Saint-Malo

### Artes del fuego

#### Vidriería de arte

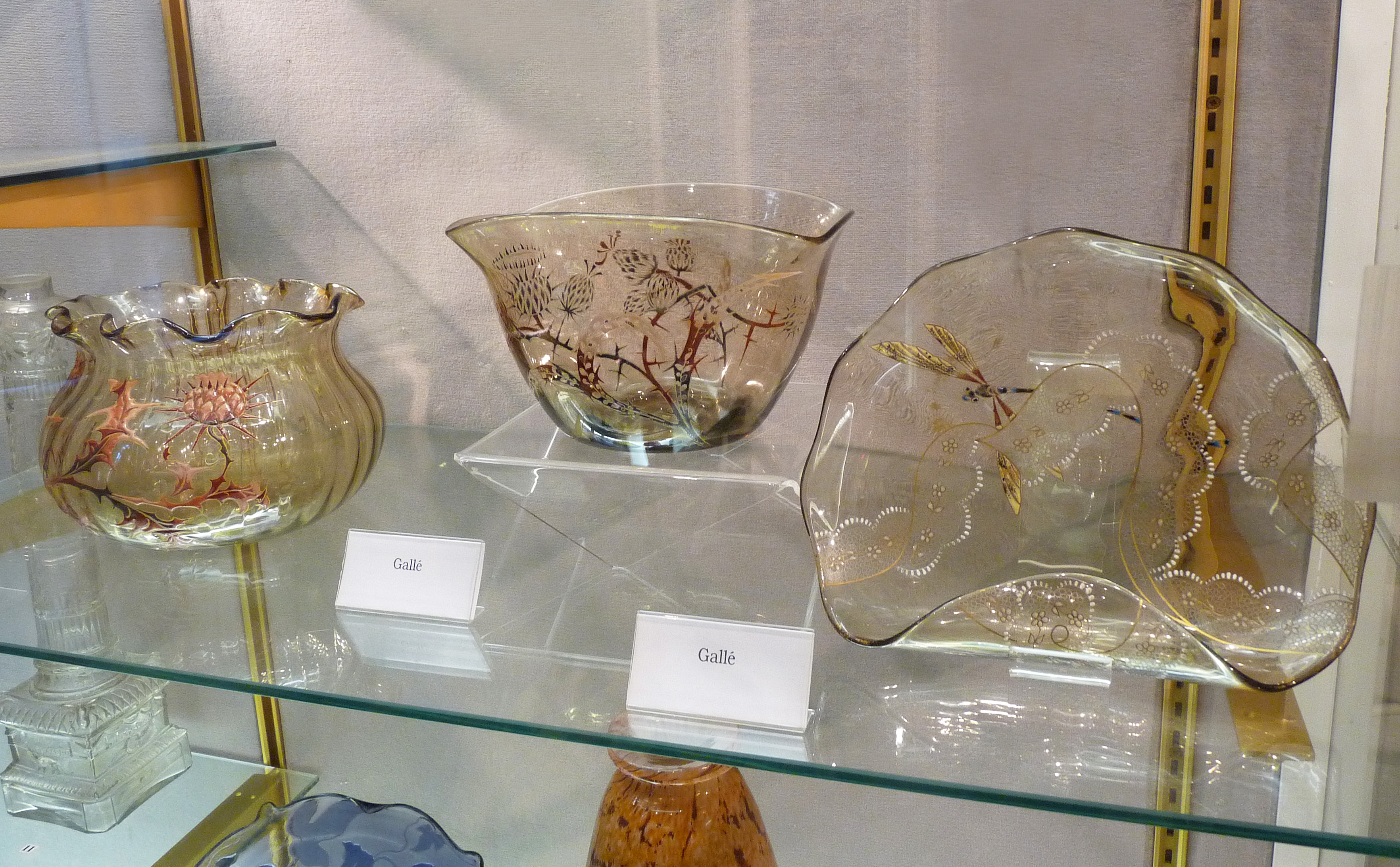
Vidrios de Émile Gallé
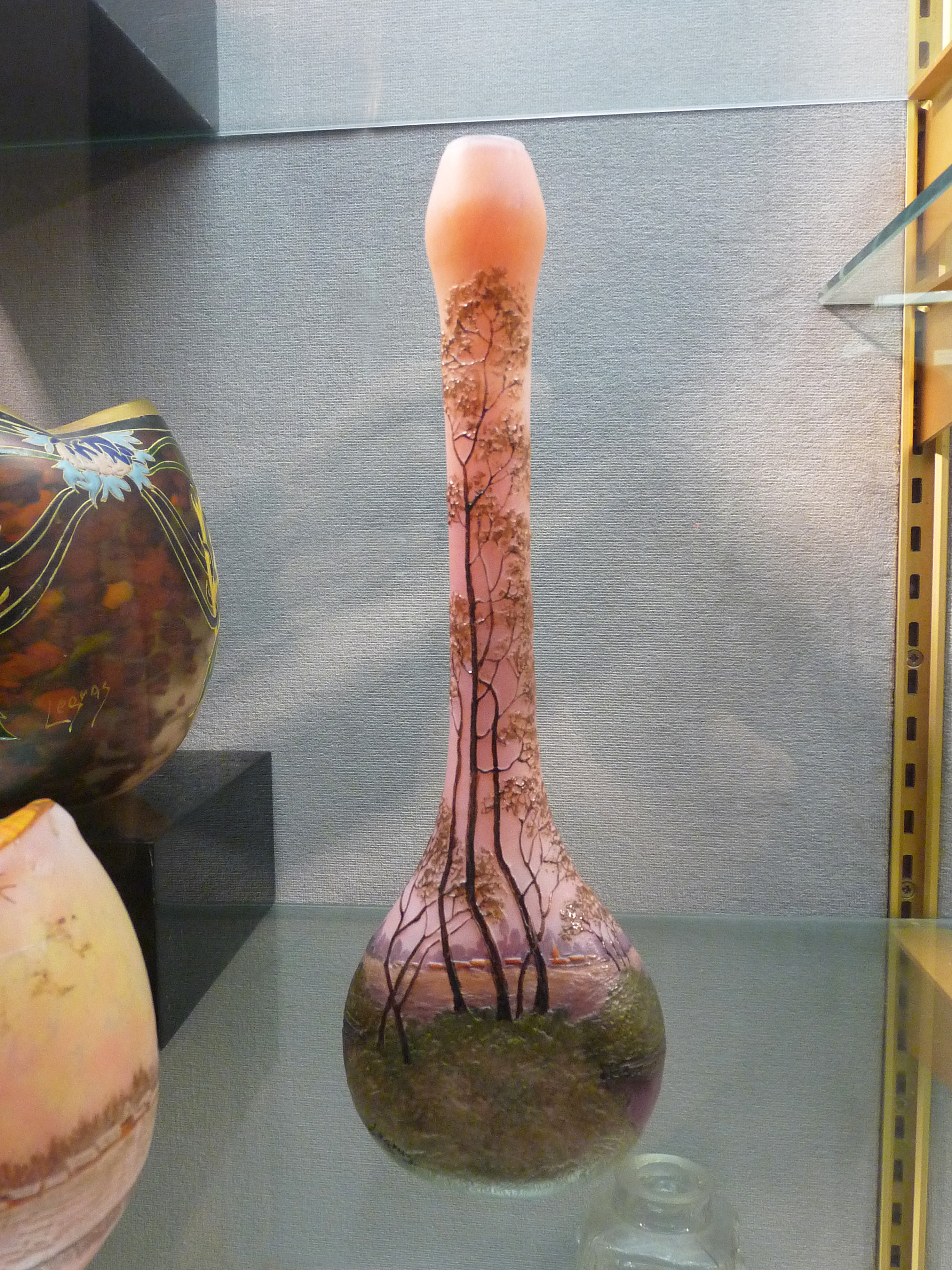
François-Théodore Legras, jarrón alargado

#### Cerámica
Las artes del fuego lorenesas están muy presentes igualmente con las fayenzas de Émile Gallé, las de Auguste Majorelle, y los greses cocidos de Eugène Gatelet o los de Alphonse Cytère en Rambervillers. Pero junto a las producciones regionales de la fayenceria de Lunéville-Saint-Clément figuran igualmente las de otros centros ceramistas franceses tales como Rouen, Moulins, Nevers o Rioz. 

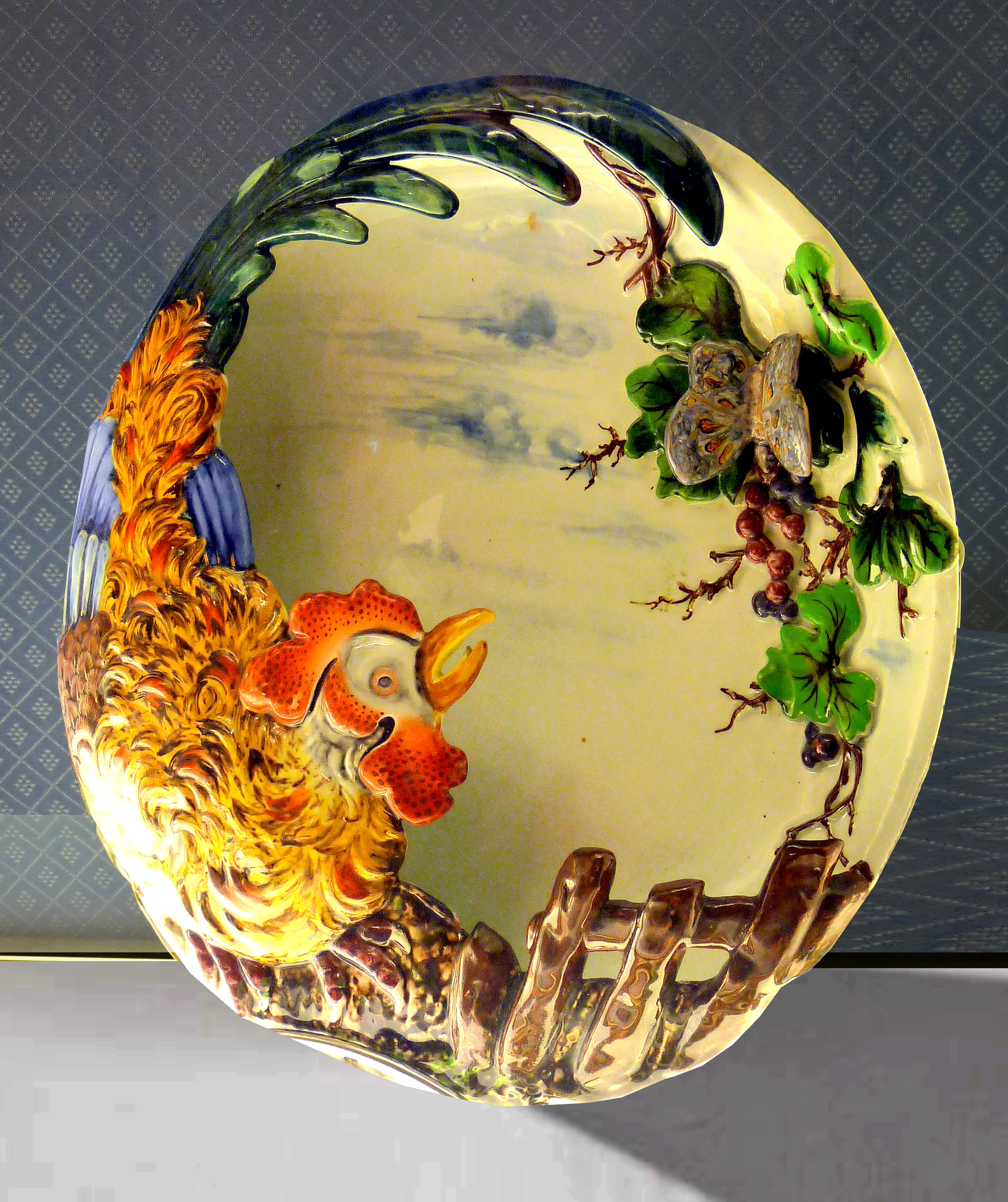
Auguste Majorelle, plato de decoración en fayenza de Lunéville
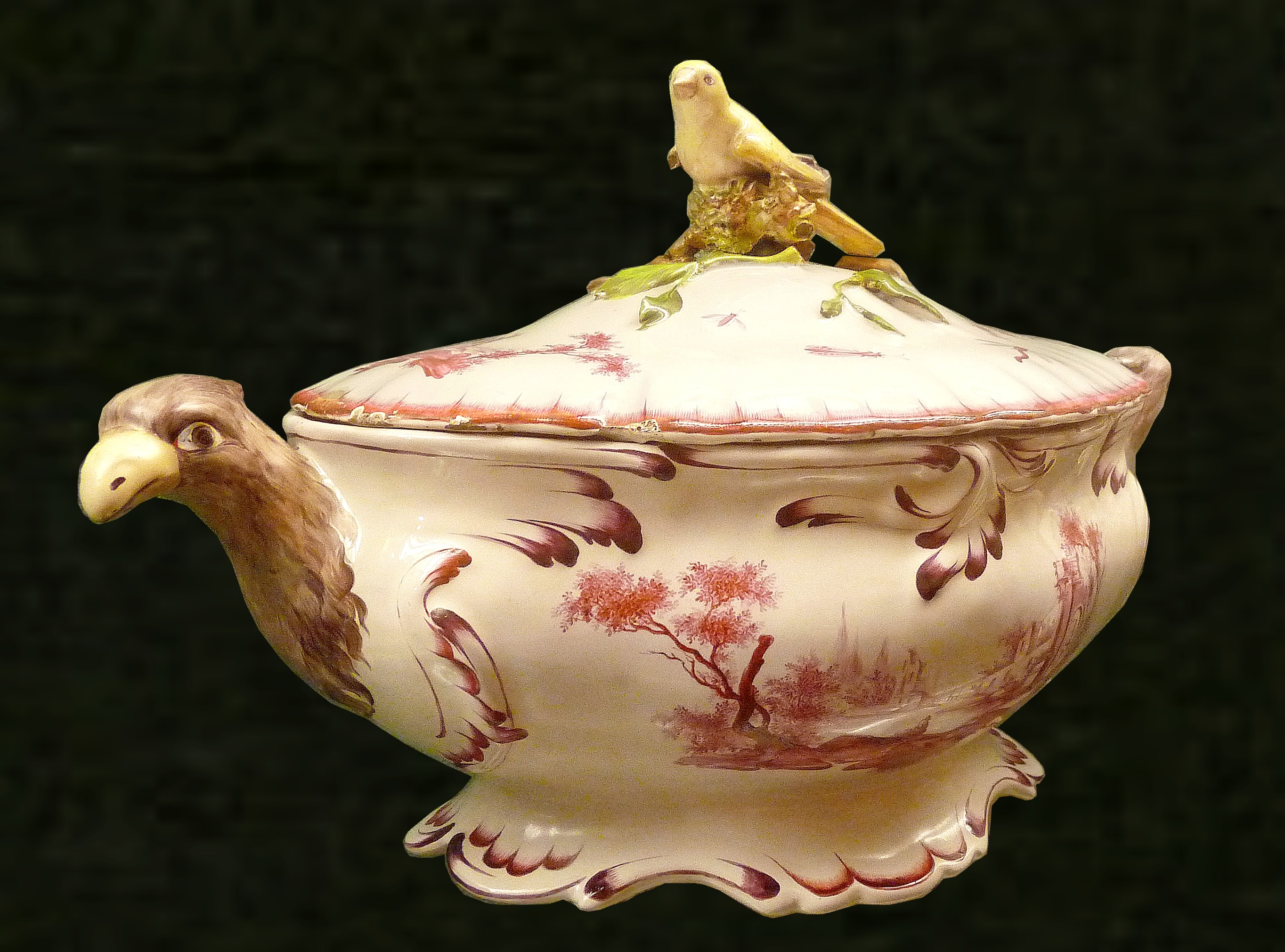
Salsera con paisaje de color rosa y cabezas de aves rapaces en faïence de Niderviller
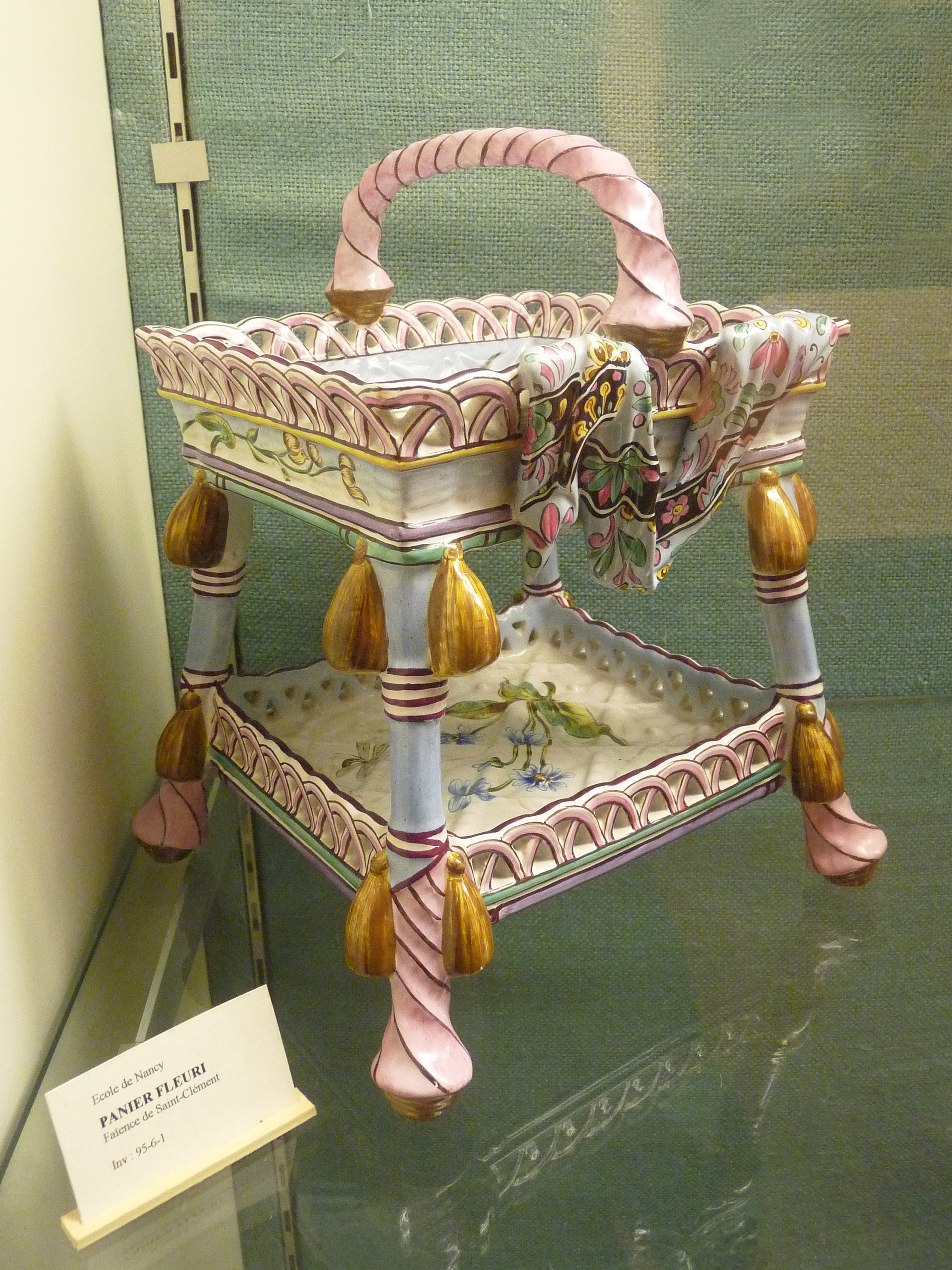
Panera florida en fayenze de Saint-Clément
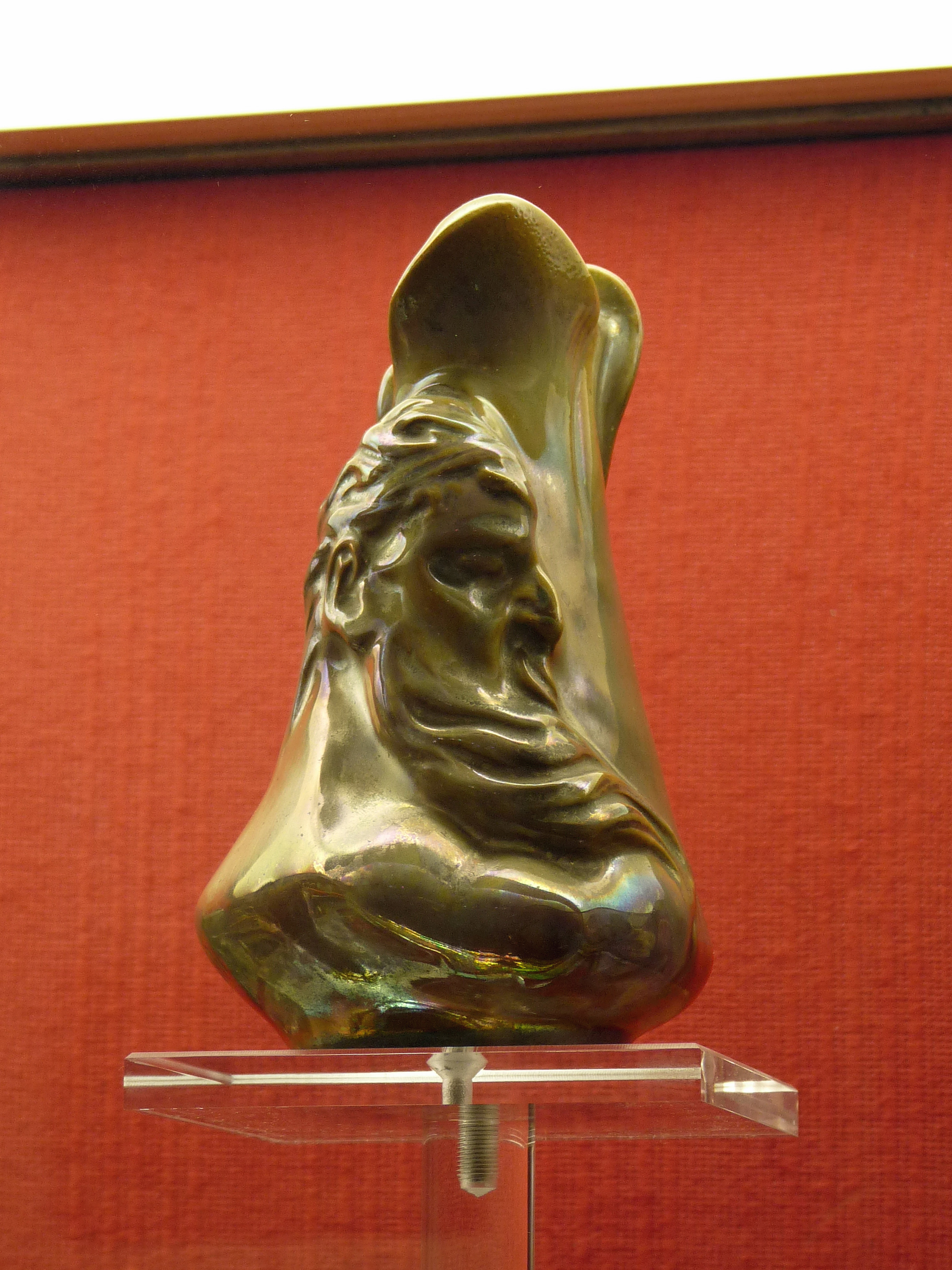
Alphonse Cytère, gres cocido de Rambervillers

#### Esmaltes y ceras vestidas

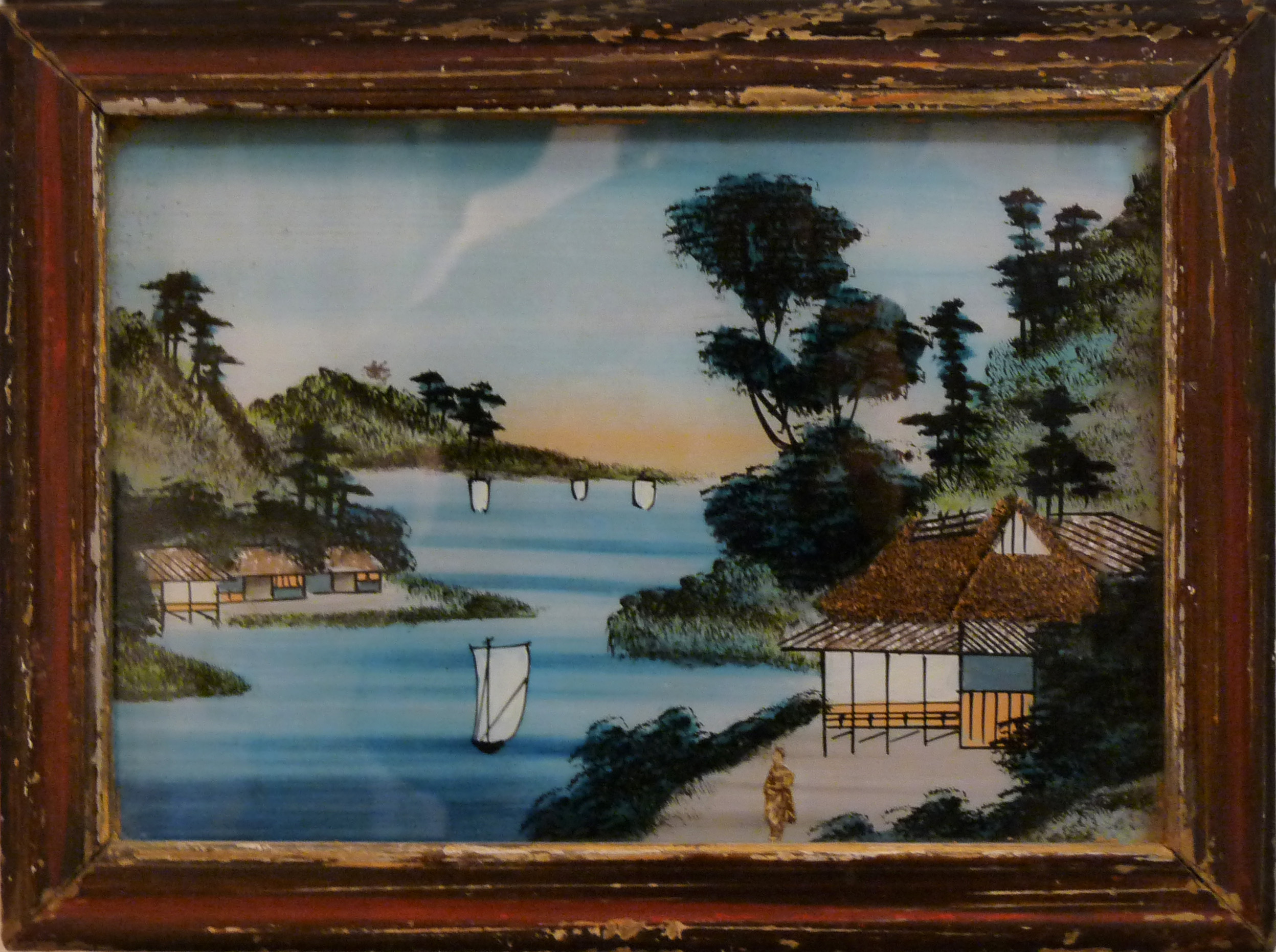
Pintura sobre vidrio (China)
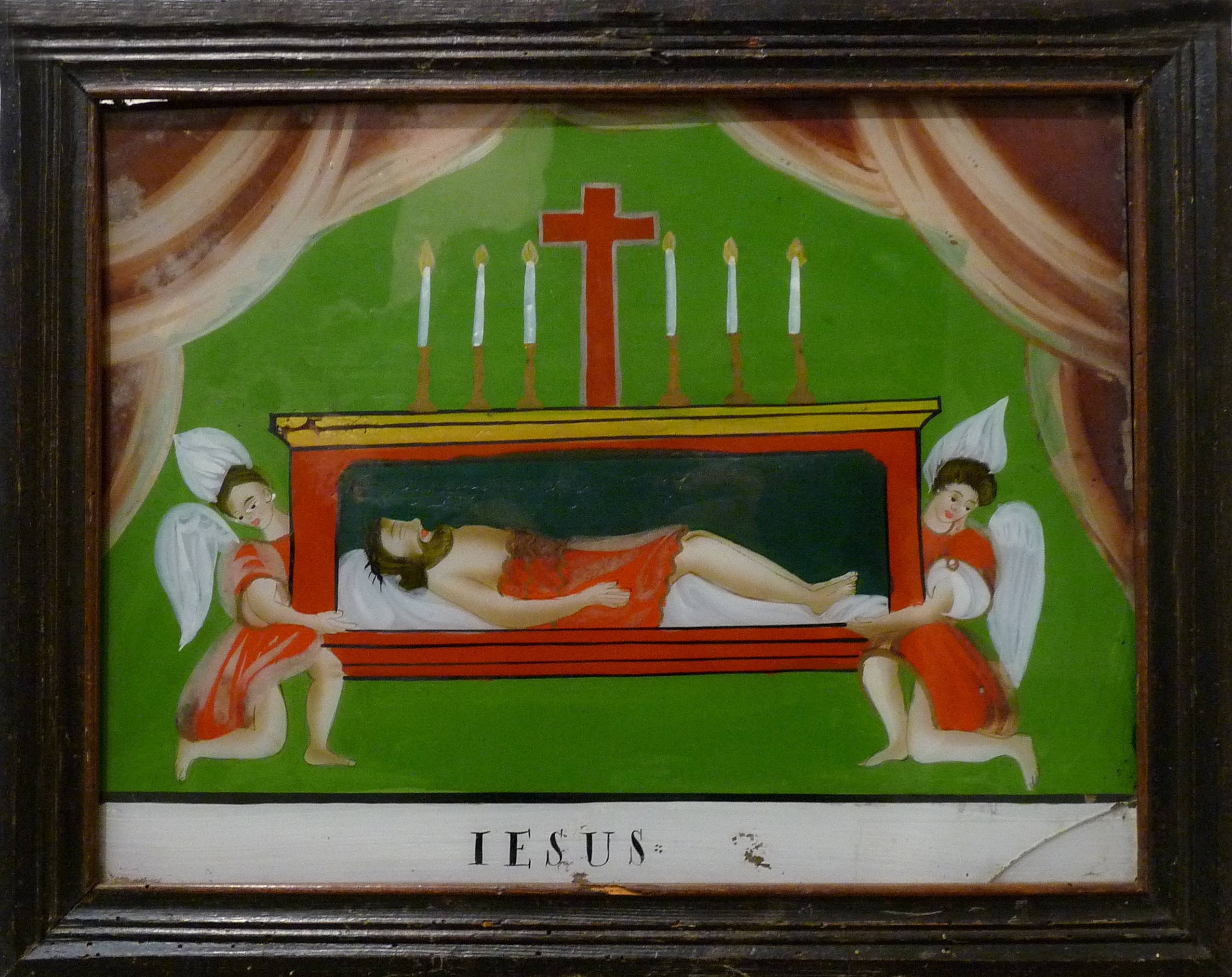
Pintura sobre vidrio (Alsacia)
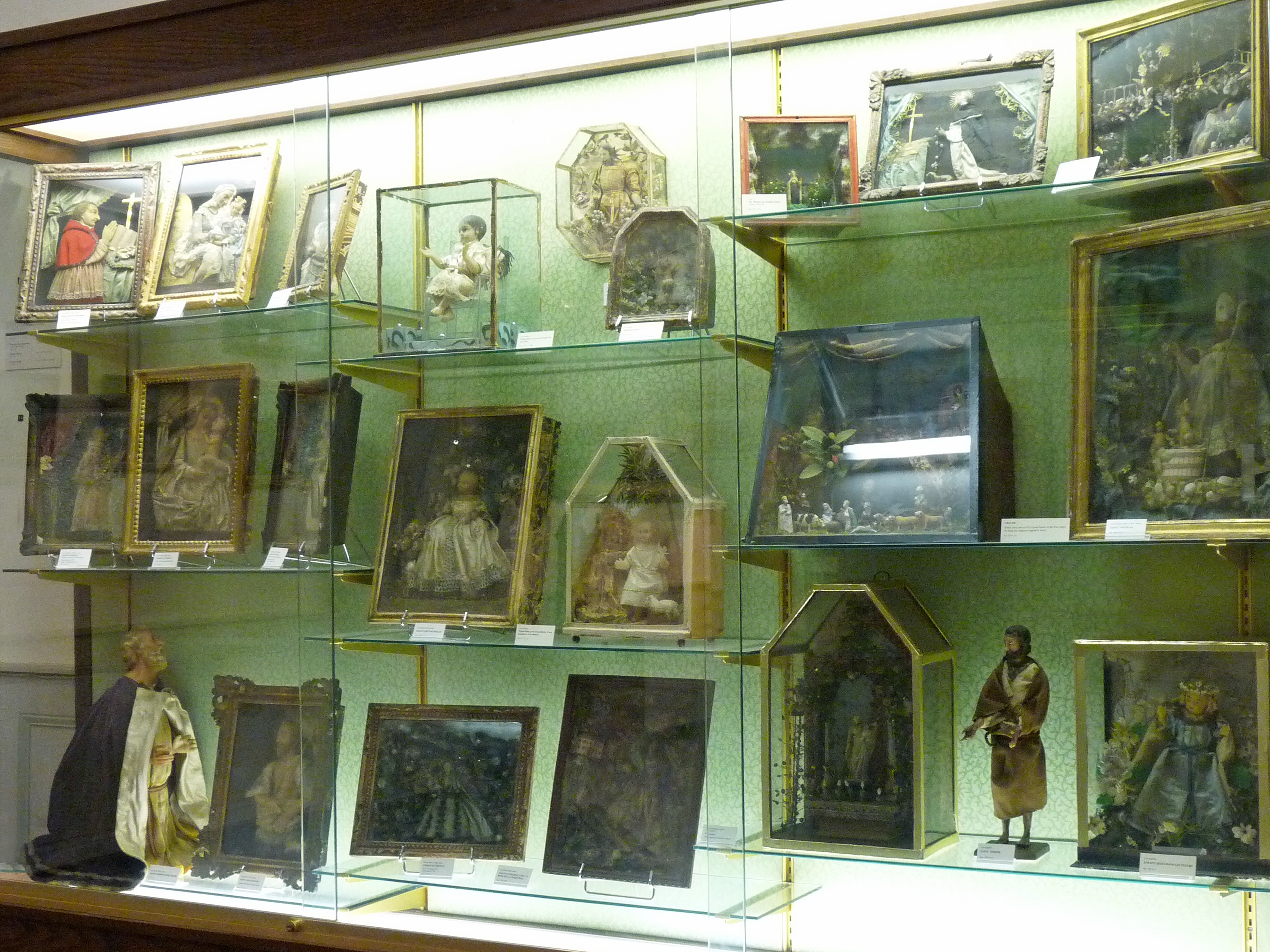
Vitrina de ceras vestidas de Nancy
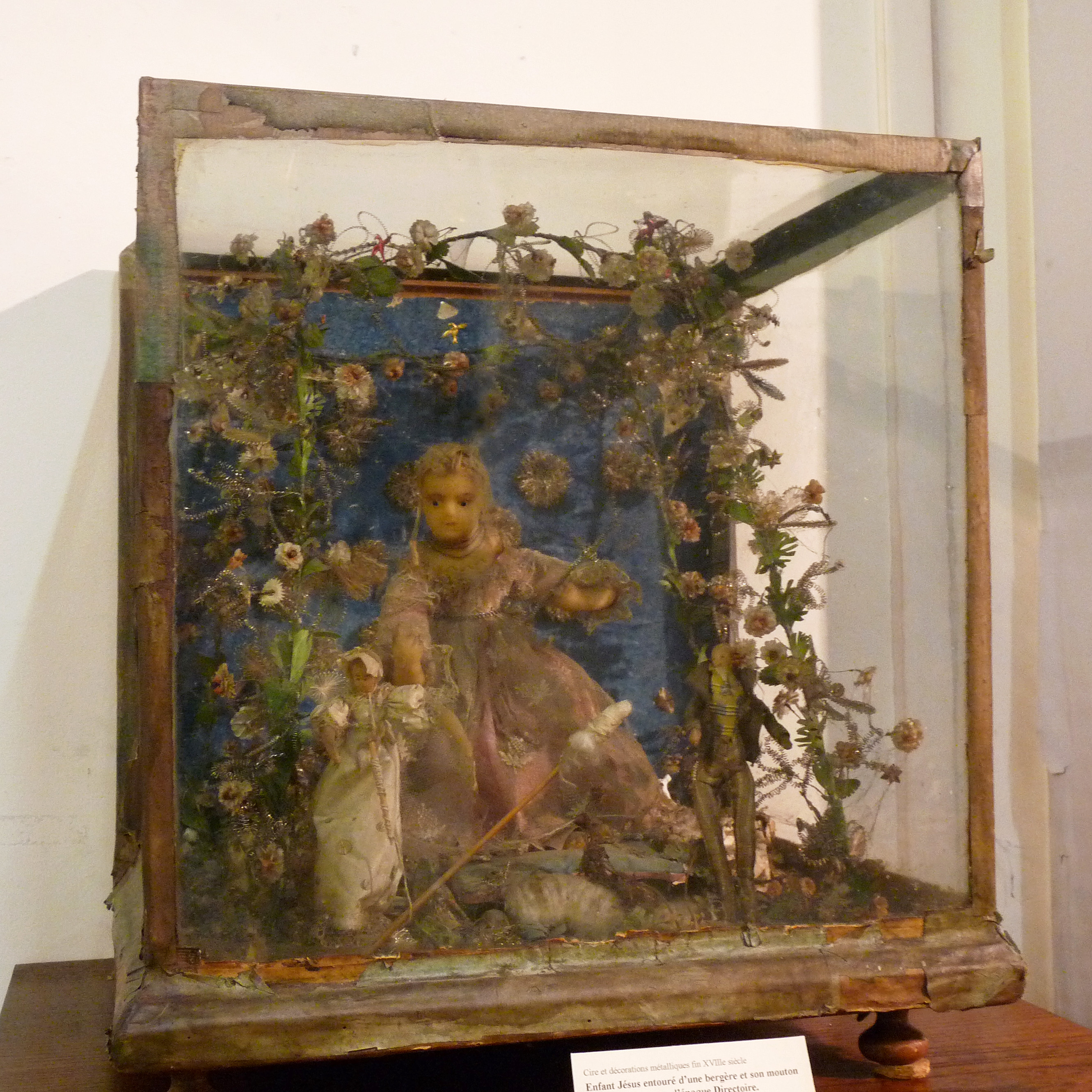
Niño Jesús rodeado de vegetación (cera vestida de finales del SXVIII)

## Etnografía
La vida cotidiana local está evocada a través que reproducen una cocina y un dormitorio vosquinos del siglo XIX. Muchos objetos característicos de la tierra están también presentes, por ejemplo una espineta llamada de Remiremont – una de las variantes de la espineta de los Vosgos –, un instrumento popular de la familia de las cítaras, o una « blaude», la blouse de fête du paysan vosgien, à manches longues, souvent bleue.

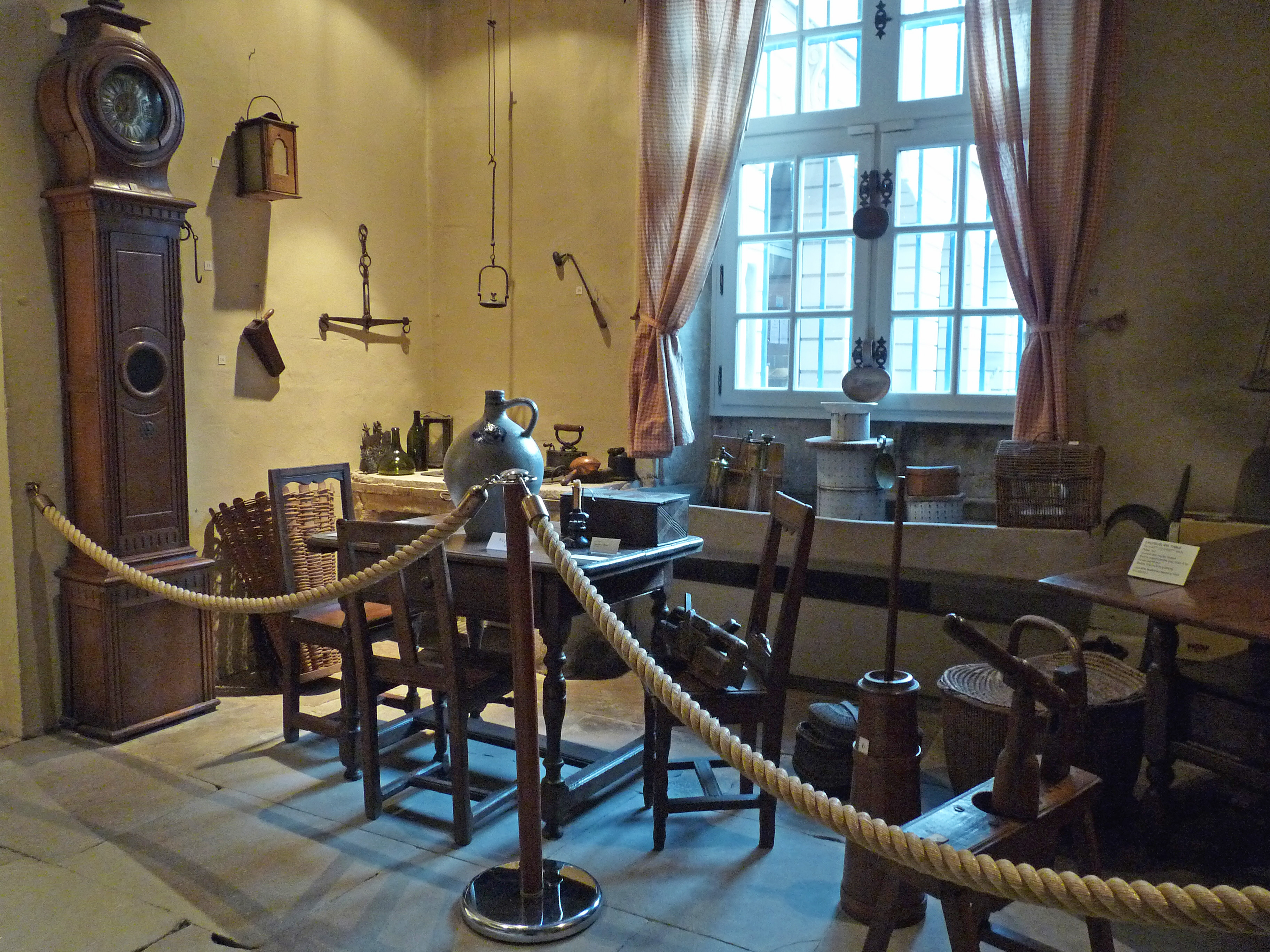
Los objetos de la vida cotidiana
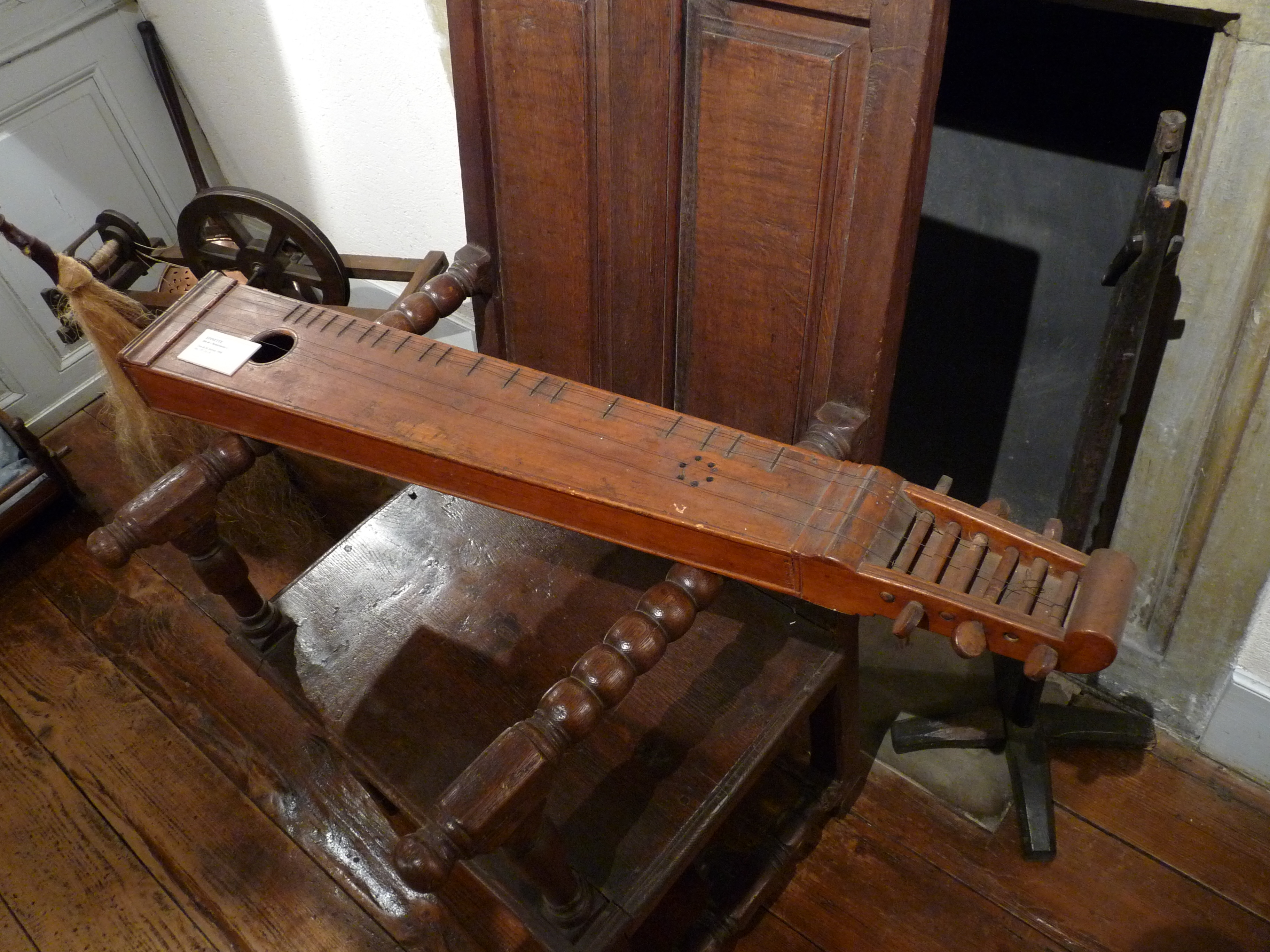
Espineta de Remiremont
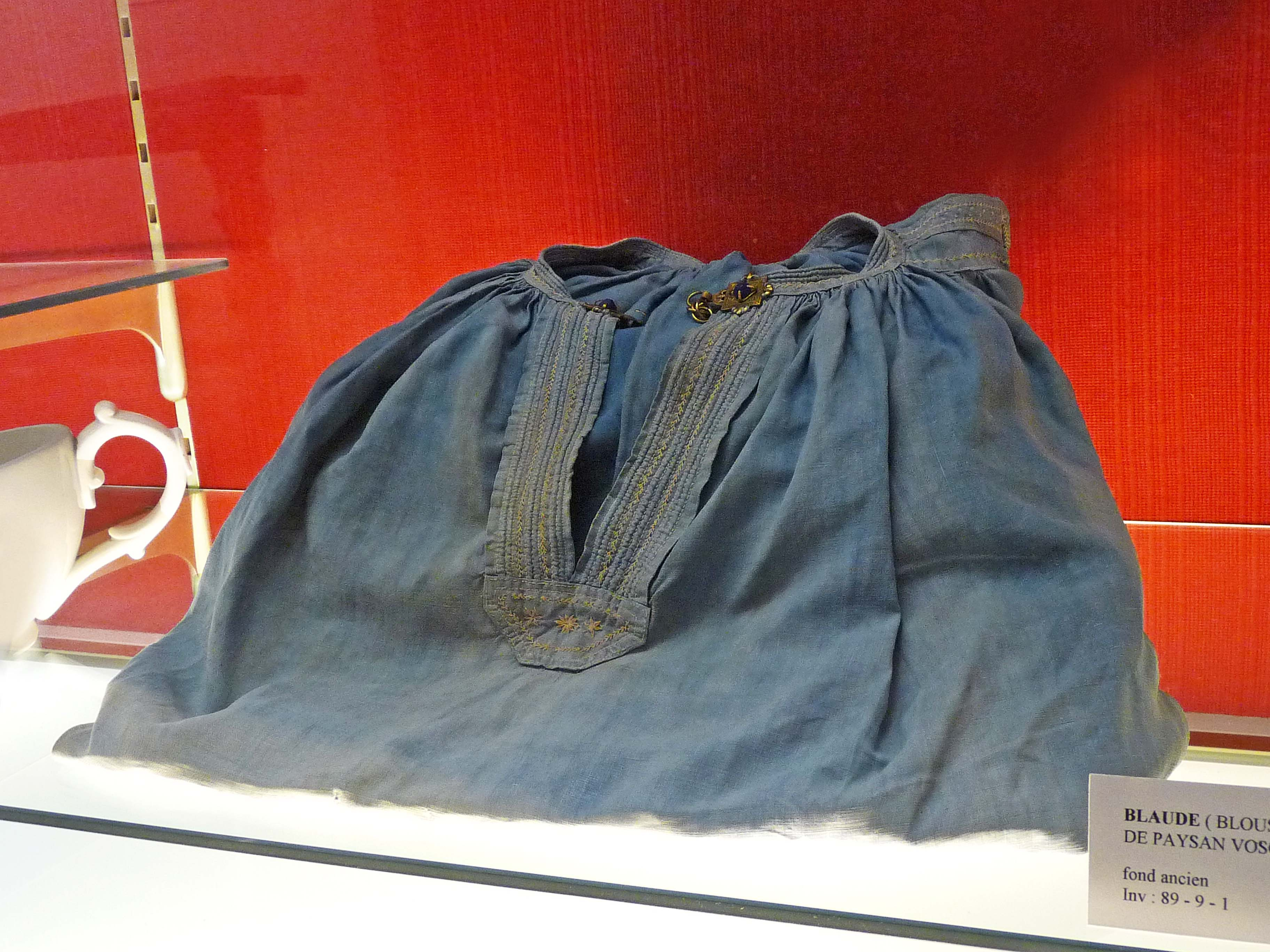
Blaude de campesino vosguino

## Exposiciones temporales
En 2011, en colaboración con el museo Charles Friry, el museo Charles de Bruyères presentó una exposición retrospectiva dedicada al pintor romarimontés Pierre Waidmann, hijo menor de Charles Friry.
Une exposición destinada al artista plástico Gwénaël Stamm está programada para el inicio del año 2012.
En mayo de 2012, el museo Charles de Bruyères présentará las fotografías lorenesas y congolesas con ocasión de la Biennale Internationale de l'Image.
De junio a septiembre de 2012, el museo expondrá la colection, esencialmente constituida por piezas de artes gráficas, de Léon Werth (Remiremont 1878-Paris 1955), crítico de arte y amigo de los artistas Albert Marquet, Félix Vallotton, Pierre Bonnard, Paul Signac y otros, sin olvidar a Antoine de Saint-Exupéry. Así como las obras de Chana Orloff, Francis Jourdain (1876-1958), K.-X. Roussel (1867-1944), Toulouse-Lautrec...